# Clase Rivadavia
La Clase Rivadavia fue una serie de dos acorazados de la Armada Argentina. Dos unidades: ARA Rivadavia y ARA Moreno.

## Desarrollo

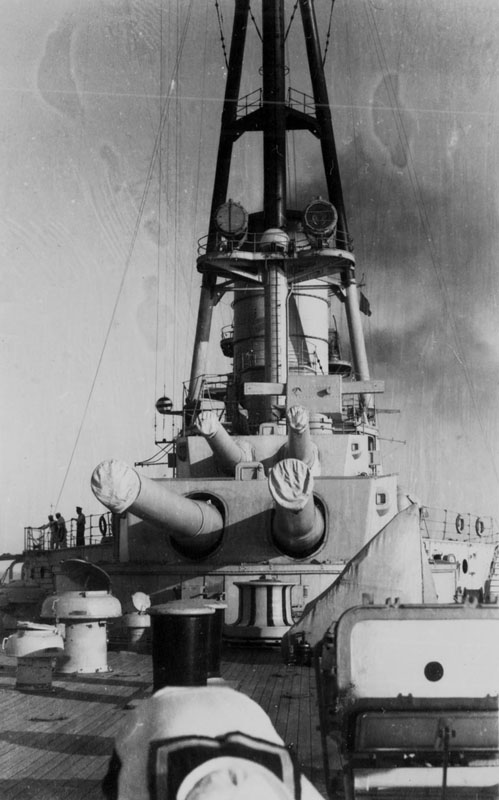
Cubierta principal del ARA Moreno (1946)

Fue ordenada la construcción al astillero Fore River de Quincy, Massachusetts; el 22 de enero de 1910. El Rivadavia izó bandera el 27 de agosto de 1914 y el Moreno hizo lo propio el 26 de febrero de 1915. El 23 de diciembre de 1914 partió el Rivadavia a Buenos Aires. Ambos fueron asignados a la Base Naval Puerto Belgrano (BNPB).
De 1924 a 1926 ambos fueron modernizados en EE. UU. Pasaron a combustión por petróleo y modernizaron sus armas y propulsión. De regreso a Argentina, realizaron pruebas de tiro y velocidad con la presencia del presidente.
El Rivadavia fue retirado en 1952 y el Moreno en 1956.

## Características
Tenían 30 000 t de desplazamiento, 181 m de eslora, 29,85 m de manga, 15,45 m de puntal y 10,15 m de calado. Propulsaban 3 turbinas de vapor Curtiss con 50 000 hp y 23 nudos. Equipaban 12 cañones de 305 mm en 6 torres, 12 cañones de 152 mm (6 por banda), 4 cañones de 47 mm y 2 tubos lanzatorpedos de 533mm.

## Unidades
| Nombre    | n.º | Constructor | Iniciado | Botado | Asignado | Baja |
| --------- | --- | ----------- | -------- | ------ | -------- | ---- |
| Rivadavia | no  | Fore River  | 1910     | 1911   | 1914     | 1952 |
| Moreno    | no  | Fore River  | 1910     | 1911   | 1915     | 1956 |